# Маркканен, Матти
Матти Маркканен (фин. Matti Markkanen; 14 мая 1887, Куопио — 4 февраля 1942, Виеремя, Куопио) — финский гимнаст, бронзовый призёр летних Олимпийских игр 1908 года.
На Играх 1908 года в Лондоне Маркканен участвовал только в командном первенстве, в котором его сборная заняла третье место.